# Bithynia troschelii
Bithynia troschelii  es una especie de caracol de agua dulce.  Pertenece al Pylum Mollusca, clase Gastropoda, subclase Prosobranchia y familia Bithyniidae. Recibe su nombre en honor del zoólogo alemán Franz Hermann Troschel. Tiene importancia en medicina por actuar como huésped intermedio en el ciclo vital del parásito Opisthorchis felineus que causa una infección en humanos conocida como opistorquiasis.

## Taxonomía
Se le considera a veces como una subespecie de  Bithynia leachii, recibiendo el nombre de Bithynia leachii troschelii.

## Distribución
Europa central y oriental. Desde Suecia y Dinamarca hasta Austria, República Checa, Rumanía y Rusia, ausente al sur de Alemania.

## Tamaño
La concha mide 8-12 mm de largo y 5-6,5 mm de ancho.